# NGC 1183
NGC 1183 في الفهرس العام الجديد، هي نجم، تقع في كوكبة حامل رأس الغول. اكتشفت في 17 ديسمبر 1884 .

## روابط خارجية
- NGC 1183 على موقع ويكي سكاي: DSS2, SDSS, GALEX, IRAS, Hydrogen α, X-Ray, Astrophoto, Sky Map, Articles and images